# Pākehā
Pākehā – mieszkańcy Nowej Zelandii nienależący do społeczności Maorysów oraz niemający w tej grupie etnicznej korzeni. Większość z nich jest pochodzenia brytyjskiego, w mniejszym stopniu irlandzkiego; należą do potomków osadników z XIX i XX wieku. Nieliczna część z nich ma pochodzenie holenderskie, skandynawskie, niemieckie, słowiańskie.
Wśród 4,3 miliona mieszkańców Nowej Zelandii do tej grupy zalicza się 78% ludzi.
Pākehā jest terminem pochodzącym z języka i kultury maoryskiej, pochodzenie samego słowa jest niejasne, a jego użytkowanie datuje się od XVIII wieku.